# Hierax
Hierax, of Hieracas, was een geleerde asceet die aan het einde van de 3e eeuw in het Egyptische Leontopolis woonde en daar negentig jaar werd. 
Hierax kwam aan de kost met kalligrafie en besteedde zijn vrije tijd aan wetenschappelijke en literaire bezigheden, in het bijzonder aan de studie van de Bijbel. Hij was de auteur van Bijbelse commentaren in zowel  het Grieks als het Koptisch, waarvan wordt gezegd dat ze bestonden uit een groot aantal liederen. Hij werd leider van de zogenaamde sekte van de Hieracites, een ascetisch genootschap waar gehuwden werden uitgesloten, en waarvan een van de leidende principes was dat iemand alleen door het celibaat na zijn leven toegang kreeg tot het koninkrijk der hemelen. Hij beweerde dat het onderdrukken van de seksuele impuls de nieuwe openbaring was, gebracht door de Logos, en beriep zich daarbij op 1 Korinthiërs. vii., Hebreeën. xii. 14, en Matteüs xix. 12 xxv. 21. Hierax kan de verbindende schakel worden genoemd tussen Origenes en de Koptische monniken. Hij was een bijzonder erudiet man en beschikte over een enorm geheugen, en lijkt Origenes' christologie in de richting van Athanasius te hebben ontwikkeld. Hij stelde dat de Zoon als een toorts was, die zijn licht ontving van de toorts van de Vader, en dat vader en zoon een bipartiet licht vormden. Hij verwierp de opvattingen over een lichamelijke opstanding en een materieel paradijs, en op grond van 2 Tim. ii. 5 plaatste hij zelfs vraagtekens bij de redding van baby's door het doopsel "want zonder kennis geen conflict, zonder conflict geen beloning." In zijn nadruk op maagdelijkheid als de specifiek christelijke deugd bepaalde hij het grote thema van de Kerk van de 4e en 5e eeuw.

## Bron
- Encyclopaedia Britannica 11th edition, werk in Publiek domein: "Hierax"